# Adela Larra
Adela Larra Wetoret (Madrid, 12 de enero de 1833 – ?), apodada la Dama de las Patillas, fue una española conocida por ser la amante del rey Amadeo I.

## Biografía
Hija del escritor romántico Mariano José de Larra y de Josefa Wetoret Velasco, nació en Madrid el 12 de enero de 1833, en la calle Fúcar. Fue bautizada en la iglesia de San Sebastián como Adelaida Josefa Dolores Paula, siendo amadrinada por su abuela materna. Siendo muy niña, con tan solo cuatro años, descubrió el cadáver de su padre, y tras este hecho sus abuelos paternos se hicieron cargo de ella, junto a su hermano Luis Mariano.
Se casó joven con Diego García Nogueras, con quien tuvo tres hijos: Diego, Abelardo y Adela. La familia de García Nogueras provenía de Santa Fe en Granada donde tenían bastantes posesiones que dieron al matrimonio holgura económica. La pareja vivía entre Madrid y su finca en esa localidad. La gente del pueblo se refería a ella como «la bella señora del lunar» y «la graciosa señora de las patillas».
A su llegada a España, el rey Amadeo I contaba 26 años y Adela 36. El vacío que recibió el rey en la corte hizo que abriera las puertas de palacio a las clases acomodadas. Adela conoció a Amadeo I a través de su hermana Baldomera, pues su marido, Carlos Montaner, fue nombrado médico de palacio.
La relación de Adela Larra con Amadeo I fue notoria, el rey llegó a ponerle una casa en el Paseo de la Castellana, donde se organizaban conocidas fiestas a las que acudía el rey. Esta relación terminó abruptamente en Santander, cuando el rey se encaprichó de la esposa del director de The Times, que se hallaba veraneando en esa localidad. Adela Larra quiso montar un escándalo publicando las cartas que le había escrito el rey, por lo que este envió a un intermediario que ofreció a Larra cien mil pesetas. Esta las rechazó, pero entonces el emisario le puso una pistola en la sien y ella no tuvo más remedio que aceptarlas.
A partir de este suceso es difícil seguirle la pista, de tal forma que se desconocen el lugar y la fecha de su fallecimiento. Se sabe por la prensa de la época que fue procesada y condenada a año y medio de prisión por un conato de estafa al duque de Santoña, teniendo como socio a un tal Roberto Polo.

## Adela Larra en la literatura
Benito Pérez Galdós en Amadeo I, novela del ciclo Episodios Nacionales, la retrató de la siguiente forma, por boca de uno de sus personajes:
Era la tal de mediana talla, bien formada, y no mal constituida de carnes y anchuras. Mi primer cuidado fue examinarle bien el rostro, que vi entonces por primera vez. Mi crítica lo declaró tan agraciado como hermoso. La tez morena, ojos expresivos, grande la boca, tan abundante el pelo, que no se contenía dentro de sus límites naturales, extendiéndose por delante de la oreja, como un rudimento suave de varoniles patillas. El conjunto de tal rostro tenía el encanto de la originalidad, que en arte como en belleza es poderoso atractivo.
En 1980 Emilio Romero estrenó un monólogo, Yo fui la amante del rey, que protagonizó María Mahor. En él, y a través de Adela Larra y su hermana, se revisan los acontecimientos del reinado de Amadeo I.